# Relations entre la Côte d'Ivoire et la France
Les relations entre la Côte d'Ivoire et la France désignent les relations diplomatiques s'exerçant entre d'une part, la république de Côte d'Ivoire, État africain, et de l'autre, la République française, État principalement européen.
La Côte d'Ivoire est un allié historique de la France en Afrique et les liens entre les deux pays sont forts d'un point de vue économique, culturel et politique.

## Comparaison entre les deux pays
Le tableau suivant fait ressortir certains points communs entre la France et la Côte d'Ivoire, du point de vue culturel comme politique. Néanmoins, les deux Etats présentent deux réalités très différentes sur un plan économique.
|                   | Côte d'Ivoire                                         | France                                            |
| ----------------- | ----------------------------------------------------- | ------------------------------------------------- |
| Armoiries         |                                                       |                                                   |
| Gouvernement      | République unitaire présidentielle                    | République unitaire semi-présidentielle           |
| Capitale          | Yamoussoukro (Afrique)                                | Paris (Europe)                                    |
| Langue officielle | Français                                              | Français                                          |
| Population        | 24 294 750                                            | 67 795 000                                        |
| Superficie        | 322 462 km2                                           | 674 843 km2                                       |
| PIB nominal       | 61,5 milliards de dollars                             | 2600 milliards de dollars                         |
| IDH               | 0,492                                                 | 0,901                                             |
| Religion          | 44 % de chrétiens, 37 % de musulmans, 4 % d'animistes | 58 % de chrétiens, 6 % de musulmans, 1 % de juifs |
| Expatriés         | 68 300 Ivoiriens en France                            | 200 000 Français en Côte d'Ivoire                 |

.

## Histoire

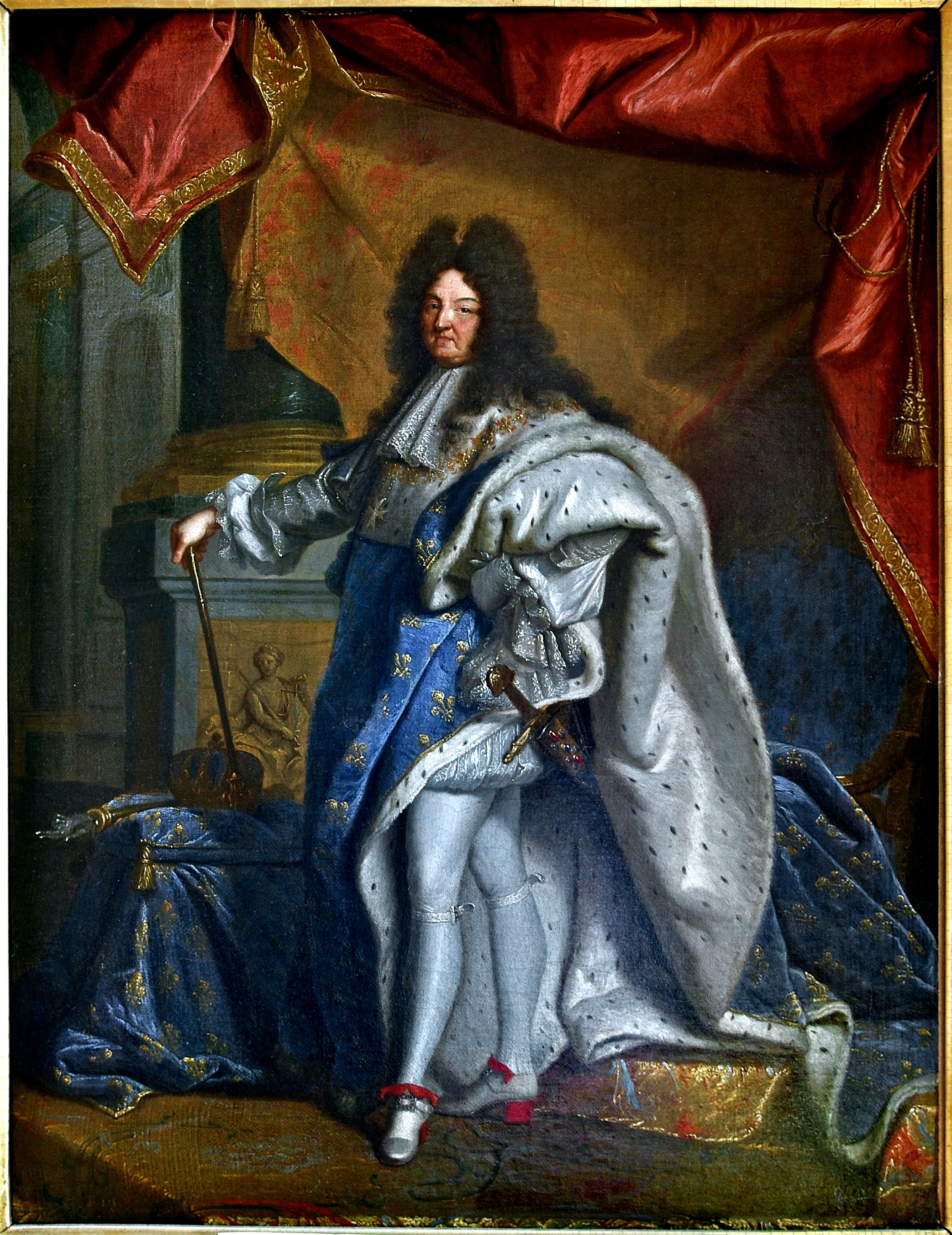
Louis XIV, roi de France au moment du premier contact avec les Ivoiriens.

### Premiers contacts (XVIIesiècle)
Le premier contact entre la France et la Côte d'Ivoire remonte à 1637, date à laquelle des missionnaires catholiques débarquent à Assinie, près de l'actuel Ghana. Des missionnaires et des marchands français s'installent sur ce lieu en 1687, et on y pratique le commerce des esclaves. Les Français, dont Jean-Baptiste du Casse, témoignent d'un vif intérêt pour le commerce de l'or et sont accueillis à la cour du roi Zéna, et des membres de la famille royale sont présentés à Louis XIV.

### Période coloniale

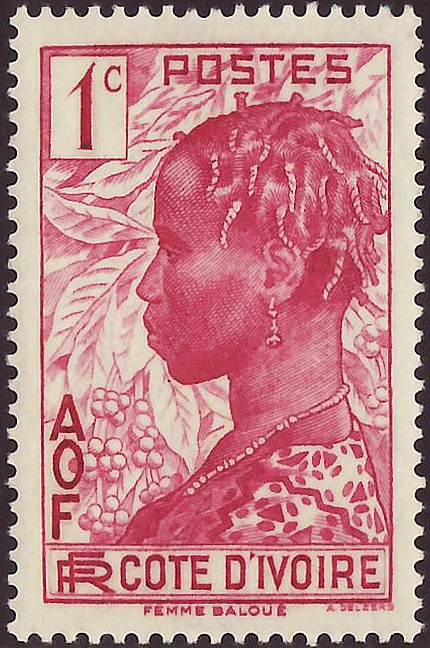
Timbre de la Côte d'Ivoire en 1936.

La colonisation française en Côte d'Ivoire commence en terre d'éburnie en 1893. Les Français doivent faire face à la résistance de Samory Touré, fondateur de l'Empire wassoulou. Samory Touré, à la tête d'une armée moderne et bien équipée, fut capturé en 1898.
En 1900, la France souhaite augmenter le niveau d'imposition en Côte d'Ivoire pour y financer des travaux publics, mais elle fait face à une révolte. Les taxes étaient vues comme un symbole de soumission. Afin d'exploiter les ressources naturelles du pays, l'administration coloniale met en place un système de travail forcé, qui devient bientôt l'aspect le plus détesté de la tutelle française. La mise en valeur des forêts et des terres arables demandait des ressources démographiques considérables, que les Français accaparèrent en annexant une partie de la Haute-Volta à la Côte d'Ivoire. En 1905, la France abolit définitivement l'esclavage en Côte d'Ivoire.
La Côte d'Ivoire faisait partie de l'Afrique-Occidentale française. A ce titre, elle était gouvernée depuis Paris et sa population n'avait pas droit à la représentation politique. Les indigènes pouvaient être réquisitionnés pour des travaux d'intérêt général et enrôlés dans l'armée. Ils étaient soumis au système de l'indigénat, allant à l'encontre du principe égalité civique.
Sous la domination française, les populations ivoiriennes doivent prendre part au système français d'association et d'assimilation. Là où l'association suppose le maintien des coutumes et du système local de droit, l'assimilation, elle, affirme ouvertement la supériorité de la culture française. Les Français formèrent en Côte d'Ivoire une élite indigène, assimilée et occidentalisée.
De l'époque coloniale, la Côte d'Ivoire conserve également le Palais du Gouverneur de Grand-Bassam, siège du premier gouvernement colonial, et divers bâtiments du même style, ayant appartenu à l'élite marchande et construits à partir de matériaux locaux.
Lors de la Seconde Guerre mondiale, la Côte d'Ivoire resta aux mains du régime de Vichy jusqu'en 1943, date à laquelle les partisans du général de Gaulle en prirent le contrôle.

### La marche vers l'indépendance (1944-1960)
La gratitude de la France vis-à-vis des peuples africains ayant combattu pour elle au cours de la Seconde Guerre mondiale se manifeste lors de la Conférence de Brazzaville en 1944 et dans les textes fondateurs de la Quatrième République en 1946. Tous les Africains de l'empire colonial deviennent des citoyens français et le travail forcé est aboli. La Loi Cadre de 1956 délègue d'importantes prérogatives aux gouvernements locaux d'Afrique occidentale.
Par le référendum qui crée la Communauté française, la Côte d'Ivoire devient une république autonome en 1958. La Côte d'Ivoire était une colonie riche et, les ressources n'étant plus redistribuées au sud du Sahel, ses ressources budgétaires augmentent considérablement. L'indépendance est effective en 1960.
En 1961, la Côte d'Ivoire et la France signent un accord d'assistance militaire.

### La Côte d'Ivoire, bastion de la Françafrique au cœur de la Guerre Froide

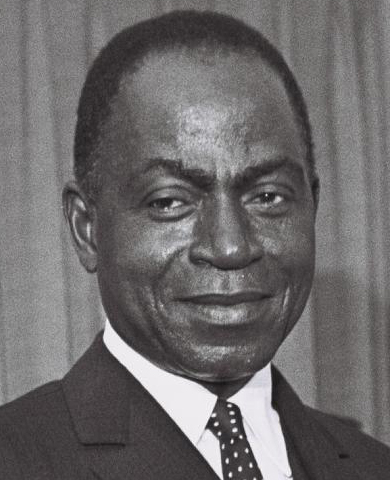
Félix Houphouët-Boigny, Président de la république de Côte d'Ivoire de 1960 à 1993, et fervent défenseur de la Françafrique.

Le terme de Françafrique est élaboré par Félix Houphouët-Boigny et désigne, à ses yeux, la complémentarité économique et politique entre la France et les peuples de son ancien empire colonial. Sous sa présidence, les conseillers français occupent un rôle prééminent en Côte d'Ivoire. De cette symbiose résulte la prospérité ivoirienne, marquée par le rôle dominant que joue la Côte d'Ivoire sur le marché du cacao et du café, et l'émergence d'une classe moyenne.
Signe de l'influence française en Côte d'Ivoire, Houphouët reconnaît, en 1967, l'indépendance du Biafra, proto-État soutenu par la France. Il a également fait construire la basilique Notre-Dame-de-la-Paix, un des édifices religieux les plus vastes au monde.

### Désengagement français d'Afrique à la suite de la tragédie rwandaise
S'il survient à l'autre bout du continent, le génocide rwandais modifie profondément les rapports que la France et l'Afrique entretiennent. A Paris, la rhétorique dominante est celle du désengagement et de la vietnamisation, et les troupes françaises doivent, à terme, se retirer d'Afrique, Lionel Jospin étant très hostile à l'interventionnisme. Au moment du coup d'état de Noël, la France laisse donc faire. Elle accueille Henri Konan Bédié en exil.

### Les néogaullistes ont les mains libres (après l'élection présidentielle française de 2002)

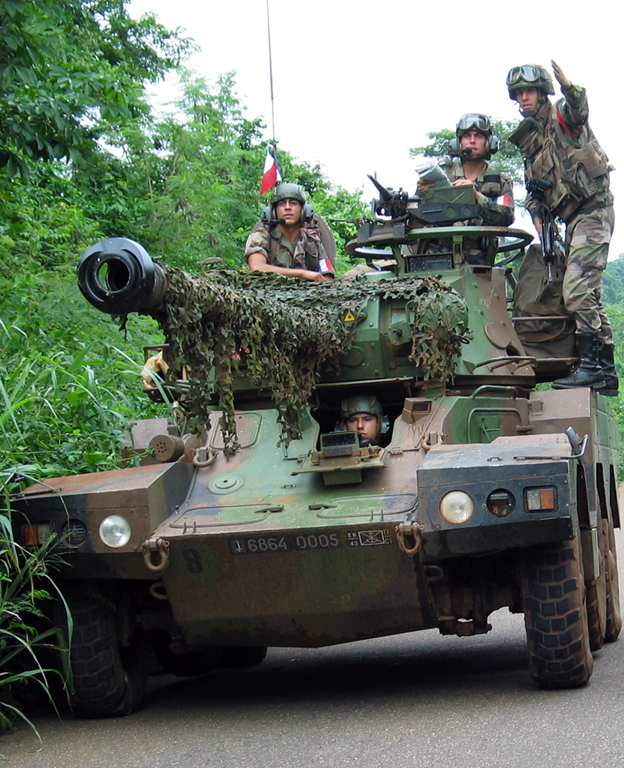
Soldats français déployés en Côte d'Ivoire en 2003.

La France intervient en Côte d'Ivoire en 2002-2003, puis en 2011 pour soutenir les forces pro-Ouattara sous couvert de l'ONU. L'armée française bombarde alors la résidence de Laurent Gbagbo. La France est intervenue dans le cadre multilatéral des institutions internationales.

## Période contemporaine

### Sur le plan économique
La France a massivement soutenu la Côte d'Ivoire à la suite de la crise des subprimes, par des annulations et des rééchelonnements de dette. L'Agence française de développement a financé des dépenses sociales urgentes, les fonctionnaires ivoiriens et la relance de l'économie.

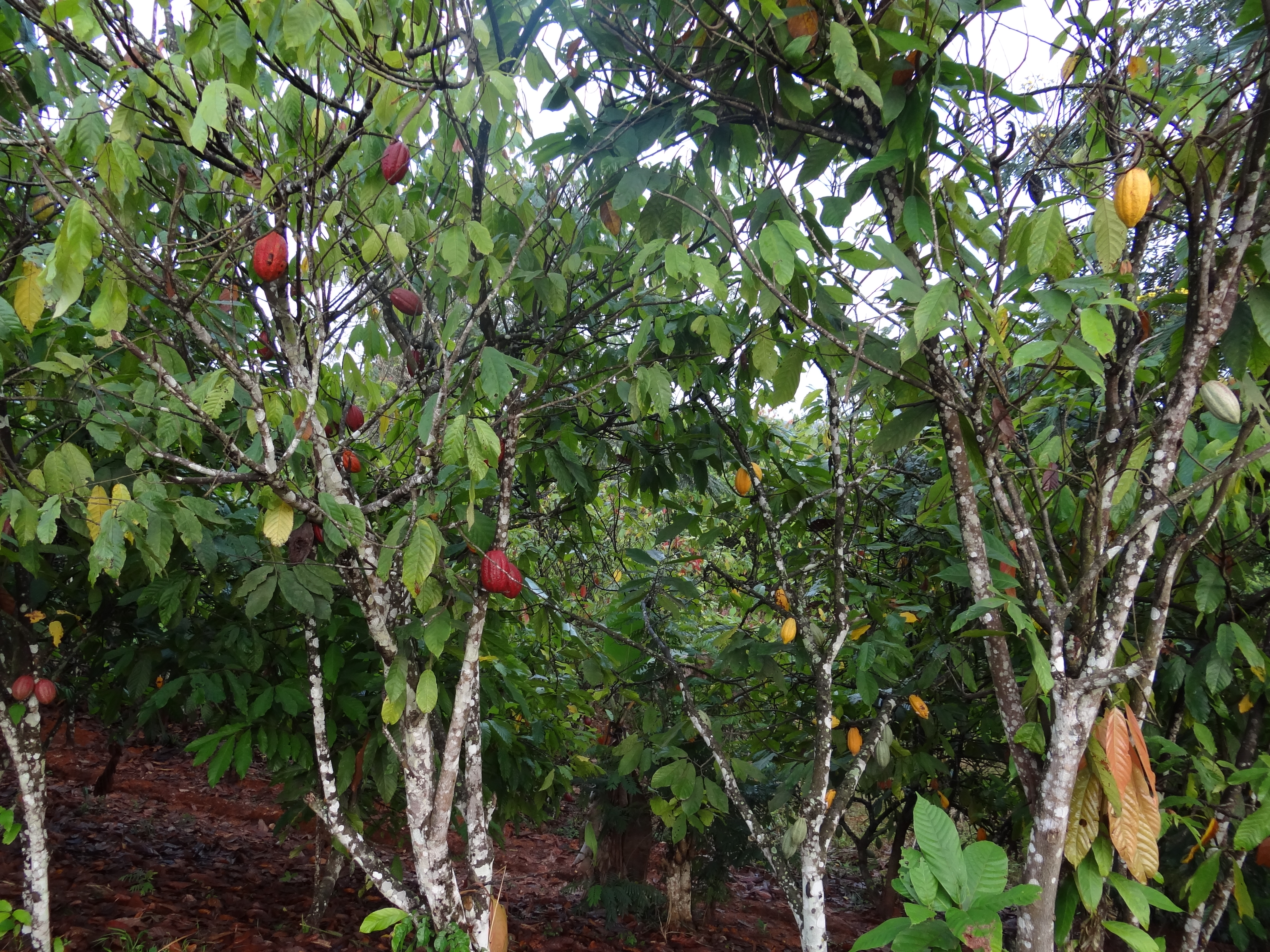
Cacao en Côte d'Ivoire.

La Côte d'Ivoire est le premier partenaire commercial de la France au sein de la zone franc CFA, bloc monétaire bénéficiant d'une garantie française. La France est le deuxième partenaire commercial de la Côte d'Ivoire derrière la Chine. La France exporte des produits issus du secteur secondaire et importe des produits issus du secteur primaire (cacao, café) principalement. La Côte d'Ivoire bénéficie de la plus forte implantation des entreprises françaises en Afrique subsaharienne, et leur chiffre d'affaires contribuerait au budget ivoirien à hauteur de 50%.
Pour ce qui est de l'aide au développement, la France est le premier bailleur bilatéral de la Côte d'Ivoire, elle est présente dans les secteurs de l'eau, de l'emploi, du transport, de l'éducation et de la santé.

### Sur le plan culturel
Le français est langue officielle de la Côte d'Ivoire, et la France comme la Côte d'Ivoire sont membres de plein droit de l'Organisation internationale de la francophonie. A ce titre, elles s'opposent lors des jeux de la francophonie. France 24 est la chaîne internationale la plus suivie à Abidjan (68,1 % de la population) et RFI y est aussi la radio la plus écoutée (29,3 % de la population).
La musique ivoirienne s'est exportée en France, en particulier dans les domaines du reggae, du zouglou, du coupé-décalé et du jazz. Magic System, groupe originaire d'Abidjan, a signé l'hymne de la France à la coupe du monde de football de 2018, avec le titre Magic in the Air. Teeyah, pour sa part, est une chanteuse franco-ivoirienne. Parmi les autres grandes figures de l'échange culturel franco-ivoirien, on compte Ahmadou Kourouma et Gauz, deux écrivains.
60 % des expatriés ivoiriens résident en France, soit environ 744 000 individus. Ce chiffre diffère notablement des données de l'INSEE français pour lequel, en 2017, 68 300 Ivoiriens habitent en France. La diaspora ivoirienne de France est active dans les domaines de l'éducation, de la régularisation, du droit des femmes et du dialogue culturel. Les ONG ivoiriennes sont actives en France et depuis la France.
Le 7 juillet 2025, l’Assemblée nationale française adopte à l'unanimité une loi portant sur la déclassification du tambour parleur « Djidji Ayokwe » des collections publiques françaises, dans le but de le restituer à la Côte d'Ivoire.

### Sur le plan universitaire et scientifique
Le 2 mars 2016, le Cirad renouvelle son partenariat avec la Côte d'Ivoire dans le domaine de la recherche agricole. Il disposait déjà d'un accord avec le Centre national de la recherche agronomique. La Côte d'Ivoire et la France procèdent ainsi à des transferts technologiques. A terme, les projets de recherche doivent améliorer la qualité, la diversité et la viabilité sanitaire des produits ivoiriens. Les chercheurs français acquièrent en Côte d'Ivoire d'importantes connaissances sur la fertilité des sols et les problèmes liés à certaines cultures exotiques.

### Sur le plan politique, sécuritaire et militaire
La France est intervenue en Côte d'Ivoire à partir de 2002 afin d'y résoudre la crise politico-militaire. Elle a soutenu les Accords de Linas-Marcoussis. La France a donc joué un rôle déterminant dans la vie politique de la Côte d'Ivoire. Ceci lui a été reproché comme relevant de l'ingérence.
La France dispose de soldats en Côte d'Ivoire (les Forces françaises en Côte d'Ivoire) et d'une base opérationnelle avancée à Port-Bouët (jusqu'à sa rétrocession en 2025). 900 militaires français sont présents en Côte d'Ivoire pour y former leurs homologues et soutenir l'opération Barkhane au Sahel. La présence militaire française s'inscrit dans le cadre de la coopération avec la Côte d'Ivoire, de la lutte antiterroriste, de la protection des ressortissants. Elle vise à la stabilisation du golfe de Guinée et de l'Afrique occidentale.
En 2017, la France et la Côte d'Ivoire réaffirment leur volonté commune de combattre le terrorisme et annoncent un partenariat renforcé dans le domaine du renseignement. La cybercriminalité d'origine ivoirienne (escroqueries organisées par des jeunes désœuvrés) est également une importante préoccupation des parlementaires français et ternit l'image de la Côte d'Ivoire à l'international. En réponse à cette menace, la Côte d'Ivoire combat la cybercriminalité en étroite coopération avec la France et ses efforts ont été salués par Paris.
Pour ce qui est de la vente d'armes à la Côte d'Ivoire, elle est en théorie interdite en raison de la résolution 2153 du Conseil de sécurité de l'ONU, en date du 29 avril 2014. Selon un document de la DGSE française, Alassane Ouattara, inquiet de perdre le pouvoir, aurait en 2015 acheté pour 120 millions de dollars US d'armes (armes légères, hélicoptères de combat). Cette violation de l'embargo s'est faite par l'intermédiaire de sociétés écrans, du Bénin, d'un citoyen franco-turc et de Frédéric Laurent Bouquet, trafiquant d'armes de nationalité française. Le montage en question sollicitait la filière café-cacao proche de la présidence ivoirienne. Selon l'ONU, les armes sont stockées non loin d'une zone d'extraction illégale de diamants (Gamina). À la suite de ce scandale, la France prône le renforcement de sa présence en Côte d'Ivoire.[réf. nécessaire]
Le 31 décembre 2024, Alassane Ouattara annonce la rétrocession de la base militaire française d'Abidjan (Port-Bouët) à la Côte d'Ivoire, en janvier 2025. La rétrocession est effective le 20 février 2025 après plus de 50 ans de présence,,.